# 服部信雄
服部信雄（日语：／ Hattori Nobuo，1947年7月19日—），日本前男子篮球运动员。他曾代表日本参加1972年夏季奥运会男子篮球比赛，获得第十四名。女儿服部梨绘也是一名篮球选手。